# 3625 Fracastoro
3625 Fracastoro eller 1984 HZ1 är en asteroid i huvudbältet som upptäcktes den 27 april 1984 av den italienske astronomen Walter Ferreri vid La Silla-observatoriet. Den är uppkallad efter den italienska astronomen Mario G. Fracastoro.
Asteroiden har en diameter på ungefär 14 kilometer.